# Federació de la Indústria Musical Italiana
La Federació de la Indústria Musical Italiana; en italià, Federazione Indústria Musicale Italiana, també coneguda per les seves sigles, FIMI, és una associació que té com a objectiu promoure i defensar els interessos de les companyies productores i distribuïdores de fonogrames a Itàlia. Va ser fundada el 1992 i és membre de la Federació Internacional de la Indústria Fonogràfica (IFPI, per les seves sigles en anglès), i com a tal la FIMI també s'encarrega de combatre la pirateria a Itàlia.

## Activitats i serveis
La FIMI opera al servei de les seves companyies membres, monitoritzant les legislacions nacionals i internacionals referents als interessos i drets dels seus membres i com tal es dedica a defensar-los; també produeix un entorn de relacions respectuoses i justes entre els productors i la indústria musical. La FIMI és la representant directa de la IFPI a Itàlia, i com a tal que representa a la indústria italiana nacional i internacionalment, servint com òrgan de consulta i estadística; així mateix la FIMI s'encarrega de promocionar la cultura musical italiana a tot en món i conscienciar a la població de les conseqüències econòmiques i culturals que porta el consum de pirateria.
La federació publica i recopila diverses dades sobre la indústria musical italiana, els quals poden ser consultats per sectors nacionals i internacionals, així mateix els membres poden accedir a dades econòmiques i estadístics sobre la indústria musical. La FIMI s'encarrega d'organitzar seminaris, convencions, publicacions i notícies, els seminaris i convencions organitzats per FIMI tracten d'informar a les companyies sobre els problemes que presenta la indústria musical al país mentre que les publicacions i notícies mostren informes, estadístiques, etc. els quals mantenen al tant dels esdeveniments en la indústria musical d'Itàlia.
FIMI a més ofereix als seus socis assistència legal sobre problemes de violació dels seus drets d'autor i també crea tractats amb altres col·lectius públics per protegir els drets dels seus membres.

## Llistes musicals
FIMI també és l'encarregada de publicar la llista de popularitat i vendes a Itàlia, publicant setmanalment les seves llistes musicals. Les llistes que actualment publica FIMI són:
- Top 100 Artisti (àlbums).
- Top 30 Compilation (compilacions).
- Top 20 DVD Musicali (vídeos).
- Top 20 Digital Download (senzills).

## Certificacions
FIMI s'encarrega de lliurar les certificacions de vendes discogràfiques a Itàlia, atorgant discos de plata, or, platí i diamant als fonogrames i videogrames que aconsegueixen certa quantitat d'unitats venudes. A continuació es mostren les unitats que han de ser venudes per a cada certificació:
| Format        | Disc de plata | Disc d'or | Disc de platí | Disc de diamant |
| ------------- | ------------- | --------- | ------------- | --------------- |
| Àlbum         | -             | 25.000    | 50.000        | 500.000         |
| Senzill       | -             | 10.000    | 20.000        | -               |
| Vídeo musical | -             | 15.000    | 30.000        | -               |